# El Cosmopolita

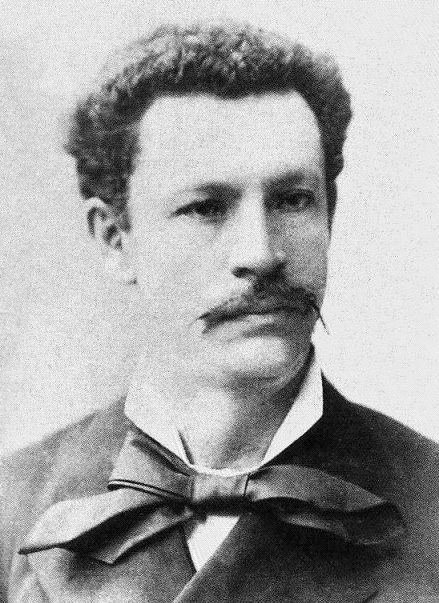
Juan Montalvo.

El Cosmopolita es el nombre de una revista de enfoque político, periodístico y ensayístico redactada por el escritor ecuatoriano Juan Montalvo. Sus entregas, llamadas libros por su autor, fueron en total nueve, publicadas de enero de 1866 a enero de 1869. Se cumpiló por primera vez en dos volúmenes, publicados en Imbabura, en 1894. Su primer número contenía la siguiente advertencia: "De cosmopolita hemos bautizado a este periódico y procuraremos ser ciudadanos de todas las naciones, ciudadanos del universo, como decía un filósofo de los sabios tiempos".
El Cosmopolita podría considerarse como una de las primeras obras del ensayo moderno en el mundo hispano, y como precursor del modernismo en Hispanoamérica. Entre los muchos ensayos publicados en El Cosmopolita, destacan la "Carta de un padre joven", escrita por Montalvo para su hija María del Carmen, a quien no había visto en mucho tiempo, y los virulentos ataques contra Gabriel García Moreno.

## Origen de la obra
Gabriel García Moreno, elegido Presidente de la República por la asamblea constituyente de 1861, inició su gobierno imponiendo dura disciplina, acallando y aplastando todo intento de oposición. Reorganizó las finanzas de Ecuador, fomentó las obras públicas, impulsó la educación pero la puso en manos confesionales. Su gobierno impuso la paz y el orden y hasta impulsó el progreso material del país, pero al alto precio de la mordaza y el patíbulo.
En julio de 1862, fuerzas conservadoras y liberales de Colombia entraron en lucha, al sur de dicho país. Luego atravesaron la frontera con el Ecuador, internándose en su territorio, unas en desesperada huida, otras, en su persecución. García Moreno en seguida organizó tropas para expulsar a los invasores, dando inicio a una etapa de beligerancia entre Colombia y Ecuador que culminó con  la derrota ecuatoriana y el resultante Tratado de Pinsaquí, con el cual se aleja, definitivamente, la esperanza de que los territorios de Nariño y el Cauca sean vueltos al Ecuador, según había ofrecido al general Flores el entonces triunfante Jefe de las fuerzas colombianas, Cipriano de Mosquera, años atrás, al tiempo de las guerras de emancipación.
A estos fracasos se agregó otro motivo de oposición política: el concordato celebrado por García Moreno con el Papa, por el cual se otorgaron amplias y absolutas garantías a la Iglesia católica. Pronto los generales Urbina y Robles se sublevan contra el gobierno, pero fueron derrotados. Finalmente, el 30 de septiembre de 1865, García Moreno entregó el poder a Jerónimo Carrión, escogido por él para ejercer la presidencia de la República. En este contexto la opinión pública comienza a manifestarse, y Montalvo publica El Cosmopolita el 3 de enero de 1866.

## Contenido
La publicación de El Cosmopolita pasa por tres mujeres relacionadas con su contenido: los 3 primeros números, de enero a mayo de 1866, tras la primera presidencia de García Moreno; el número 4, el más apartado de la situación del momento, editado tras 14 meses de silencio, el 7 de agosto de 1867; y los 5 últimos números, aparecidos entre el 5 de noviembre de 1868 y el 15 de enero de 1869, en los cuales Montalvo intentaba a toda costa evitar que García Moreno vuelva a subir al poder.
Sin embargo, El Cosmopolita no es un mero testimonio de la lucha que sobrellevó Montalvo contra García Moreno. Montalvo trató también sobre España, América, Ecuador, Cuba, Bolivia La mujer, el clero, el militarismo, etc. Se trata pues de una obra universal porque abarca temas pertinentes a todos los ámbitos.

### Primera etapa
En el primer cuaderno de El Cosmopolita, Montalvo acomete contra García Moreno por sus abusos de poder y condena la opresión. Se refiere luego a la esclavitud de imprenta y al obligado silencio de la prensa durante su gobierno. Menciona además su estadía en Europa, una literaria descripción de su visita a Roma y sobre todo de evocación de la Roma antigua, así como algunos otros artículos de carácter político y sociológico.
La publicación del primer cuaderno de El Cosmopolita causó controversia. Los partidarios de García Moreno desataron una furiosa campaña contra Montalvo. Por ejemplo, el 26 de enero de 1866, apareció el segundo número del periódico conservador El Sudamericano, el cual dedica largas columnas de dura crítica a El Cosmopolita, tratando de llevar a la picota de la burla a su autor. En otro número del mismo periódico se dedican tres páginas, bajo el título de "Reglas de Gramática", a analizar y criticar la estructura gramatical de los escritos de Montalvo. Tan dura y mordaz fue la ola de crítica que provocó el primer cuaderno de El Cosmopolita que Pedro Fermín Cevallos escribió: “¡Pobre Montalvo! Se hundió para siempre, está enterrado. Y lástima porque parecía bastante hábil el jovencito".
El segundo número de El Cosmopolita, que aparece en mayo del mismo año, está en su mayor parte dedicado a refutar a sus enemigos y adversarios. Dirigiéndose a los colaboradores de El Sudamericano, les comprueba que se ha servido de las mejores fuentes del idioma: Cervantes, Bello, etc.

### Segunda etapa
Después de publicar el tercer número de El Cosmopolita, sea por dificultades editoriales, por estrechez económica u otras razones, Montalvo regresa a Ambato y ahí temporalmente se dedica al estudio, la meditación y a escribir una serie de ensayos que constituyen el material del libro cuarto, el más extenso. Montalvo deja de lado la política, para entrar en el campo de la historia, la sociología, la filosofía y la crítica del arte, con una serie de artículos que, al decir de su propio autor, constituyen una "humilde enciclopedia".
El libro cuarto contiene, además, la primera de sus Lecciones al pueblo.

### Tercera etapa
Durante el último trimestre de 1868, se preparaba en Ecuador una nueva contienda electoral. Los conservadores candidatearon a Gabriel García Moreno, mientras que los liberales candidatearon a Francisco Javier Aguirre. Montalvo regresa presuroso a Quito para reiniciar su campaña contra García Moreno. Así, el 4 de noviembre de 1868 hizo circular una hoja volante, en la que anunciaba que al día siguiente reaparecería El Cosmopolita. El libro quinto contaba con varios ensayos, entre ellos uno sobre el terremoto de Ibarra, dedicado a Víctor Hugo. También contiene el primer artículo político de una serie publicada bajo el epígrafe de El nuevo Junius.
En el libro octavo, dedica el tercer artículo de El nuevo Junius a analizar el programa de gobierno propuesto por García Moreno. El 15 de enero de 1869 apareció el último número de El Cosmopolita, que contenía el número cuatro de El nuevo Junius, que exaltaba las vitudes y la misión del soldado, para prevenir un golpe de Estado por parte de García Moreno. Sin embargo, al día siguiente, antes de que el libro noveno de El Cosmopolita llegue a los soldados, García Moreno derrocó al presidente Espinosa y se proclamó "Jefe Supremo".